# Nuka K. Godtfredsen

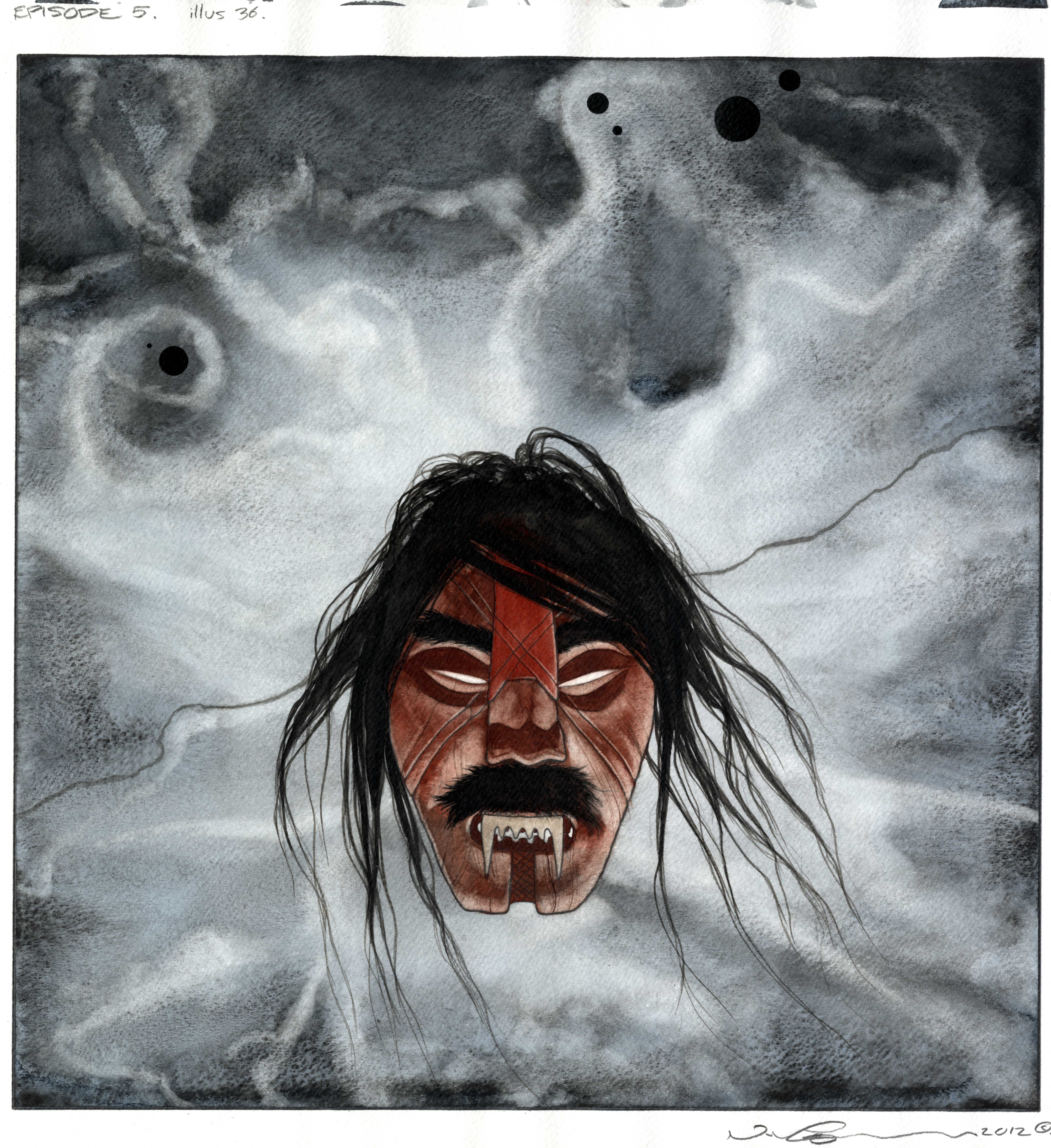
Zeichnung aus der Wanderausstellung Qanga

Konrad Nuka Godtfredsen (* 16. August 1970 in Narsaq) ist ein grönländischer Grafikdesigner und Zeichner.

## Leben und Werk
Nuka Konrad Godtfredsen wurde in Narsaq im Süden von Grönland geboren. Er wurde künstlerisch stark vom Bruder seiner Großmutter geprägt, dem renommierten grönländischen Maler Johan Markussen (1906–1994). Seine Eltern sind Eskild Godtfredsen († 2023) und dessen Frau Thora.
1995 machte er seinen Abschluss im Fach Grafikdesign im dänischen Aalborg. Anschließend war er als Freelancer tätig und arbeitete für den grönländischen Verlag Atuagkat. Von 2001 bis 2004 zeichnete er hauptsächlich für Inerisaavik/Pilersuiffik, das für Grönland Unterrichtsmaterialien herstellt. Ab 2007 war er bei SILA beschäftigt, dem 1999 gegründeten gemeinsamen Zentrum für Grönlandforschung des Dänischen Nationalmuseums in Kopenhagen und des Grönländischen Nationalmuseums in Nuuk.
Nuka K. Godtfredsen lebt heute in Kopenhagen. Er hat zahlreiche Bücher und Lehrwerke illustriert. Daneben entwirft er Briefmarken für die grönländische Post. Bekannt wurde er vor allem mit bislang vier Alben zur Archäologie Grönlands. Sie erschienen 2009, 2012, 2015 und 2018 auf Grönländisch, Dänisch und Englisch. Die Zeichnungen und Bilder gingen in die Wanderausstellung Qanga ein, die als Tournee international erfolgreich ist. Sie stellt in 31 Aquarellen das vorzeitliche Leben der Menschen in der Arktis im Laufe von 4500 Jahren dar.
Daneben hat Nuka K. Godtfredsen zwischen 1997 und 2001 die populäre Zeichenfigur Andala erschaffen. Der Anti-Held verkörpert eine Art grönländischen Daniel Düsentrieb. Die Abenteuer wurden in der landesweiten grönländischen Zeitung Sermitsiaq publiziert. Daneben wurden sie auch 2001 und 2006 in zwei Sammelbänden herausgegeben. Außerdem erschienen weitere Kinderbücher aus der Feder von Nuka K. Godtfredsen und seiner Ehefrau, der dänischen Eskimologin Lisbeth Valgreen (* 1978).
Am 21. Juni 2024, d. h. am Nationalfeiertag Grönlands, wurde er mit dem Grönländischen Kulturpreis ausgezeichnet.

## Werke

### Andala-Reihe
- Andala Misigisarpassuilu / Andalas største bedrifter (2001)
- Andala Misigisarpassuilu II / Andalas største bedrifter II (2006)

### Archäologische Comic-ReiheQanga
- Tutineq Siulleq – De første skridt – The First Steps (2009)
- Ukaliatsiaq – Hermelinen – The Ermine (2012)
- Tunissut – Gaven – The Gift (2015)
- Qileroq – Arret – The Scar (2018)